# Zikmund Kryštof ze Schrattenbachu
Zikmund Kryštof hrabě ze Schrattenbachu (německy Sigismund Graf von Schrattenbach, 28. února 1698, Štýrský Hradec – 16. prosince 1771, Salcburk) byl rakouský šlechtic z rodu Schrattenbachů a římskokatolický kněz a salcburský arcibiskup.

## Původ
Zikmund pocházel ze šlechtického rodu, který v polovině 15. století přesídlil z Frank do Štýrska. Byl synem Oty Jindřicha, hraběte ze Schrattenbachu a Marie Terezie, hraběnky z Wildensteinu, ovdovělé svobodné paní Gallové z Gallensteinu. Mezi jeho sourozence patřil moravský zemský hejtman František Antonín ze Schrattenbachu.

## Život
Po svých studiích v Salcburku odcestoval Schrattenbach do Říma na studia teologie. Kněžské svěcení mu bylo uděleno ve věku 25 let 10. ledna 1723. Roku 1733 dostal své místo a hlas v salcburské dómové kapitule. Po smrti arcibiskupa Jakuba Arnošta z Lichtenštejna-Kastelkornu byl Schrattenbach roku 1747 jmenován chrámovou kapitulou do funkce gubernátora pevnosti Hohenwerfen a správce klášterů chrámové kapituly. Brzy povýšil do hodnosti děkana a tajného rady.

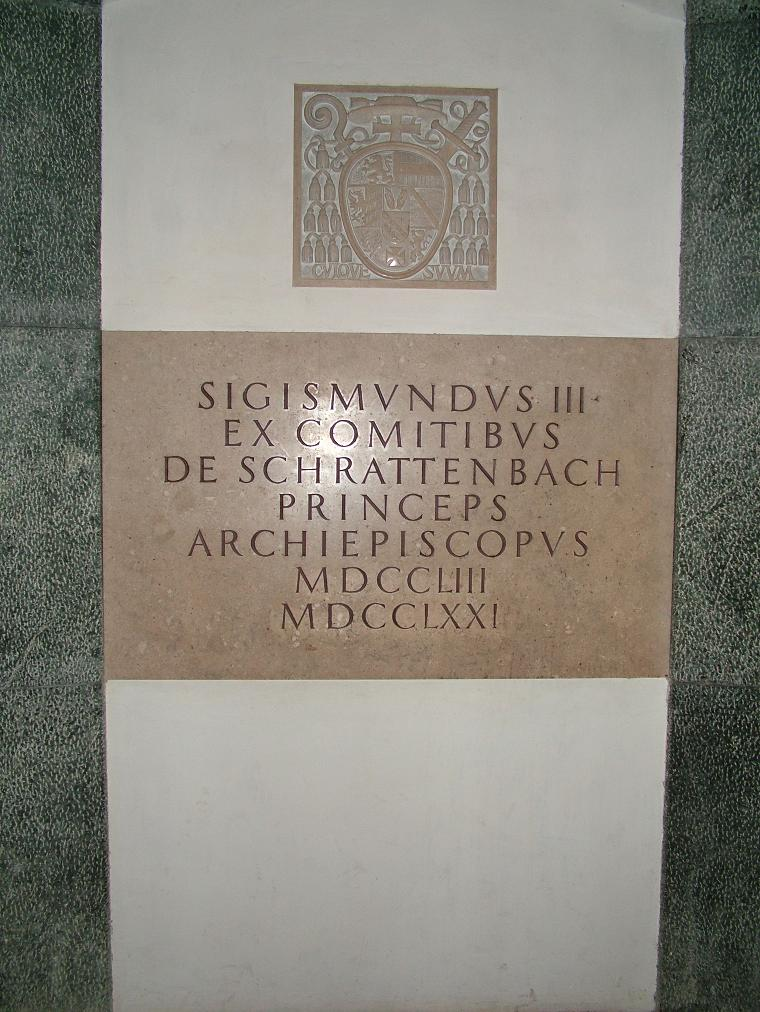
Místo posledního odpočinku arcibiskupa Schrattenbacha

Byl považován za puritánského a věrného Římu, ale byly známy také jeho vlastnosti, jako veliká píle, organizační talent, jeho obchodní zdatnost a diplomatické schopnosti.
Po smrti Ondřeje Jakuba z Ditrichštejna zvolila roku 1753 chrámová kapitula nového arcibiskupa v obtížné volbě arcibiskupského kláštera. Teprve 13. dne voleb a v 50. hlasování padlo rozhodnutí. Jedenácti z dvaceti hlasů proti Josefu Mariovi hraběti Thunovi, biskupovi gurskému, padla volba rozhodující většiny na Schrattenbacha. Přitom hrabě Schrattenbach by zřejmě mohl ještě dříve vyhovět přání salcburského obyvatelstva než hrabě Thun, který je výslovně nenáviděl, ale ani Schrattenbach nebyl mezi lidem oblíbený. Sám Schrattenbach své zvolení považoval za vůli Ducha Svatého, přesto se k tomu necítil členům kapituly zavázán. 7. května 1753 se konal jeho slavnostní příjezd do města. 16. prosince téhož roku mu hrabě Thun udělil biskupské svěcení.
V letech 1764 až 1767 nechal vystavět Zikmundovu bránu o délce 131 metrů. To byla pro Salcburk velikým přínosem, jelikož městu otevřela cestu směrem na západ. Za jeho úřadování byli jako hudebníci arcibiskupské kapely angažováni Leopold Mozart a jeho syn Wolfgang. Kapelníkem dvorní hudby byl Johann Michael Haydn, jenž byl také autorem rekviem zkomponovaného, jež bylo následně provedeno u příležitosti pohřbu biskupa v prosinci 1771.
Ostatky arcibiskupa Schrattenbacha byly pochovány v kryptě salcburské katedrály.

## Erb

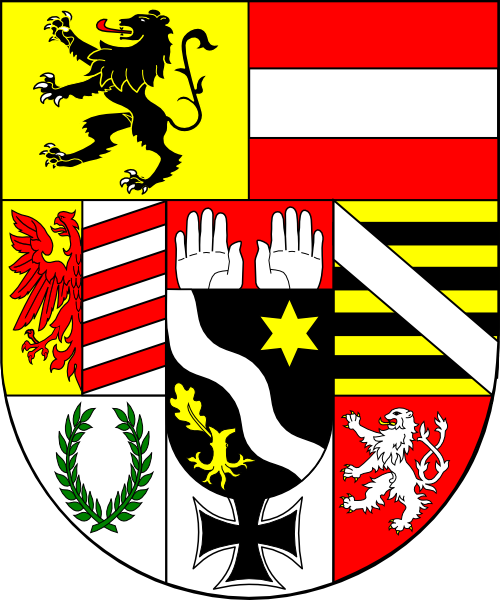
Erb arcibiskupa salcburského

Erb, v dvakrát děleném hlavním štítě, jednou děleném, šest polí:
Hlavní štít: středový štít znázorňuje v černém poli bílou šikmo doprava tekoucí řeku, v jeho pravém horním rohu zlatou šesticípou hvězdou a v pravém dolním rohu zlatý rovně uřezaný pařez, se zlatou větví osazenou dvěma a třemi zlatými listy (základ erbu).
Horní část: Nahoře je erb arcibiskupství salcburského: vpředu je ve zlatém poli vtyčený černý lev s červeným jazykem a vpravo v červeném poli bílé středové břevno. 
Prostřední část: 1)	V prostřední části vlevo je jednou dělený erb, jehož polovinu tvoří s půlenou červená orlice ve zlatém poli a druhou polovinu erbu tvoří čtyři šikmá červená břevna ve stříbrném poli 2)	druhá prostřední část představuje dvě stříbrné ruce s palci směřujícími dovnitř dlaní 3)	pravá prostřední část erbu znázorňuje desetkrát vodorovně dělené pole zlatými a černými břevny.
Spodní část 1)	Ve stříbrném poli zelený vavřínový věnec 2)	Ve stříbrném poli černý se vznáší tlapatý kříž 3)	V červeném poli bílý lev
Původní erb Schrattenbachů byl rozšířen o insignie vymřelého rodu pánů z Dürr, podoba erbu se mnohokrát měnila.